# Alberbury Castle
Alberbury Castle är ett slott i Storbritannien. Det ligger i grevskapet Shropshire i riksdelen England, i den södra delen av landet. Alberbury Castle ligger 90 meter över havet.
Terrängen runt Alberbury Castle är platt åt nordost, men åt sydväst är den kuperad. Trakten runt Alberbury Castle består i huvudsak av gräsmarker.